# مطار إريبا
مطار هريبا هو مطار للاستخدام العام يقع بالقرب من إريبا، في إقليم وادي فيرا في تشاد.

## روابط خارجية
- سجل مطار إريبا نسخة محفوظة 24 يونيو 2015 على موقع واي باك مشين. في Landings.com